# 梁中銘
梁中銘（1906年7月15日—1994年7月19日），祖籍廣東順德，上海出生。原名協武。漫畫創作筆名是東方亮，自署抱碧廬主、杖翁。雙胞胎哥哥梁又銘，二哥梁鼎銘。大姐梁雪清。政工幹校藝術科（後改制為政治作戰學校藝術系）教授，創作以史畫、水墨人物畫、漫畫等類型為主。

## 生平
梁氏兄弟因為大哥粱砥中前赴法國「勤工儉學」研習藝術課程，購買畫冊、複製品當作學畫臨摹範本，又接受二哥梁鼎銘指導，學習西畫。1921年自上海華童公學（Chinese School）畢業，他和梁又銘一起加入上海藝海美術公司，繪製舞臺及照相布景。一度在上海西畫團體天化藝術會教畫。
1927年7月間，梁氏兄弟受到梁鼎銘召喚，前往廣東參與軍中藝術文宣。1929年起，梁中銘兄弟共同協助梁鼎銘在國民革命軍陣亡將士公墓進行戰史畫創作。1937年9月起，他出任軍事委員會政治訓練處宣傳委員兼《陣中畫報》社長，透過漫畫激勵民眾戰鬥士氣。1941年11月起任軍事委員會政治部「今日中國畫報社」總編輯。他與妻子盛守白二人育有一女梁秀中，二子梁敏川、梁敏天。
1951年7月，政工幹部學校成立，他在校中教授水彩畫及漫畫，任教至1992年為止。他的教學生涯中，在水彩畫部分有金哲夫、羅慧明、鄧國清、舒曾祉、孫少瑛等知名學生。漫畫家劉興欽也曾經接受過他的指導。
1972年，梁中銘獲頒教育部文藝獎章。1988年，捐贈個人保存中日戰爭圖版、史料予國軍歷史文物館典藏。1994年7月19日於台北市榮民總醫院病逝。

## 藝術創作
梁中銘在繪畫題材、技巧、風格形成及演變軌跡，表現在水彩、水墨畫（以牛、猴為題材）、漫畫鉛筆速寫等類型及創作。在歷史紀錄的面向外，也有藝術面向表現。他在1950年代前期曾經創作大量時事、反共漫畫，以單幅政治、時事評論漫畫知名。他在黨政支持與認同下，以漫畫提供反共相關知識及訊息，激發、強化民眾的反共意志。

### 史畫
梁中銘的史畫創作包括油畫及鉛筆速寫型態。中日戰爭期間曾創作五百餘幅鉛筆速寫，傳達戰地及後勤戰士工作情景，進行軍事新聞報導，「已非純粹的藝術，而是兼具史畫、史料的功能」。在油畫型態，他早期以陸軍戰史為主題，後來接受桂永清的建議，轉向海軍軍史題材。他的陸軍戰史畫題材，包括《北伐誓師》、《棉湖大捷》、《汀泗橋大捷》、《蘆溝橋抗戰》、《日本受降》。海軍戰史畫題材﹑包括《中山艦（永豐艦討逆）》、《九二海戰》、《八二三炮戰》油畫存世。

### 時事、反共漫畫
1949年10月，梁氏兄弟在臺北《中央日報》擔任專任主筆，10月15日出版《圖畫時報》創刊號。《圖畫時報》在1950年4月15併入《中央日報》改為「漫畫半週刊」，1952年9 月29 日停刊。梁中銘曾在「漫畫半週刊」發表〈新西遊記〉、〈黃興傳〉。他在《青年戰士報》以筆名東方亮發表〈辛亥革命的寶貴教訓〉，培育軍中及社會人士參與漫畫創作。
有研究者指出：梁中銘的反共漫畫作品，會因應不同刊物、不同讀者群屬性去調整內容。他在1954年出版《中銘漫畫集》，收集1950年到1954年共426幅的反共漫畫。根據統計，1950至1956年間，梁中銘創作1880幅漫畫，佔總創作量2002幅的94%。1957年後漫畫創作數量大幅減少。

### 水墨
梁中銘在動物題材創作上，以畫牛、猴著名。他來臺後，住在木柵溝子口，時常觀察鄰近新店溪畔水牛放牧生態。畫猴源自1937年間，他在四川峨嵋山停留兩個月，常見猴群乃興起寫生紀錄念頭，再以水墨筆觸表現，無意間開創繪畫領域。他曾在家中養猴子為寵物，以便掌握動物神韻。1978年春，梁中銘完成《百猴圖》，長6尺寬24尺（180x720公分），此幅巨型彩墨畫成為其半生猴畫代表作。

## 主要著作
- 《第五屆全運會專輯》（與陳西玲、潘志青编輯攝影），上海：文華美術圖書公司，1933。
- 《抗戰忠勇史畫》，南京市：正氣出版社，1946。
- 《蔣主席畫傳》，南京市：正氣出版社，1947。
- 《中銘漫畫集》，臺北：遠東圖書公司，1954。
- 《我們偉大的領袖》，臺北：新中國文化出版社，1954。
- 《中華民國革命大畫史》，臺北：新中國文化出版社，1960。
- 《梁中銘鉛筆畫》，臺北：新亞出版社，1969。
- 《中銘素描粹編》，臺北：黎明文化事業公司，1978。

## 重要畫展
- 1944，舉行畫展，西康省雅安縣。
- 1946，「抗戰勝利畫展」，上海八仙橋基督教青年會。
- 1965，梁中銘、梁又銘兄弟從事戰鬥藝術四十週年畫展聯展，政工幹校、台北省立博物館主辦。
- 1969，與梁又銘聯展「梁氏兄弟畫展」，國立歷史博物館國家畫廊。
- 1973，與梁又銘聯展「抗戰史畫展」。
- 1975，與梁又銘聯展「中華民國史畫集展」。
- 1987，梁中銘回顧展，慈暉紀念畫廊。
- 1989，梁氏家族聯合畫展（美國）。